# Jirōemon Kimura
Jirōemon Kimura (木村 次郎右衛門 Kimura Jirōemon?) (Kamiukawa, actualmente Kyōtango, Kioto, Japón, 19 de abril de 1897-Kyōtango, Kioto, Japón, 12 de junio de 2013) fue un supercentenario japonés conocido por ser el varón más anciano de todos los tiempos alcanzando la edad de 116 años y 54 días. Kimura fue la persona viva más anciana del mundo, el último varón vivo nacido en la década de 1890 y del siglo XIX, y la última persona viva nacida en 1897.
Fue el hombre vivo más anciano del mundo desde la muerte de Walter Breuning, el 14 de abril de 2011. Tras el fallecimiento de Dina Manfredini, el 17 de diciembre de 2012, Kimura fue la persona más anciana del mundo. El 28 de diciembre de 2012, se convirtió en el hombre más anciano de todos los tiempos, superando al antiguo récord establecido por Christian Mortensen.
El último varón que había tenido el récord de persona más longeva del mundo había sido Emiliano Mercado del Toro, en diciembre de 2006, con 113 años y 361 días. Kimura fue la persona viva más anciana de Japón y de Asia al morir Chiyono Hasegawa, el 2 de diciembre de 2011, y la última persona viva nacida en 1897. Kimura fue el hombre vivo más anciano de Japón desde la muerte de Tomoji Tanabe, el 19 de junio de 2009. También ha sido el hombre japonés (y también asiático) más longevo de todos los tiempos, al sobrepasar a Yukichi Chuganji, el 26 de octubre de 2011.
El 12 de enero de 2013, murió Koto Okubo, y Kimura se convirtió en la última persona viva nacida en 1897, y el 23 de mayo de 2013, al morir James Sisnett, Kimura quedó como el último hombre vivo nacido en el siglo XIX. Al morir era la octava persona más longeva del mundo de todos los tiempos (superado por siete mujeres) y la segunda asiática (y japonesa). Desde entonces su longevidad ha sido superada por otras siete mujeres más, tres de ellas japonesas.

## Vida
Kimura tuvo siete hijos, 15 nietos, 25 bisnietos y 14 tataranietos. Se mantenía con buena salud y activo. Trabajó en una oficina de correos durante más de 40 años y, tras jubilarse, fue agricultor hasta los 90 años. Se levantaba temprano por las mañanas y leía el periódico con una lupa. También disfrutaba hablando con los visitantes y siguiendo los debates parlamentarios en la televisión. Según él, pequeñas porciones de comida era el secreto para una vida sana y larga. Kimura residía en la prefectura de Kioto, con la viuda de su hijo mayor y su nieto.
En su 114 cumpleaños, el 19 de abril de 2011, Kimura dijo que había sobrevivido al terremoto de 7,6 de magnitud de Kita Tango, que mató a 3000 personas en Tokio.
Fue hospitalizado por una neumonía el 11 de mayo de 2013. Murió de causas naturales en el hospital en su ciudad natal de Kyotango, Japón, a las 2:08 a. m., el 12 de junio de 2013. Su funeral se llevó a cabo el 14 de junio.
Al momento de su muerte, el sucesor en el título de hombre vivo más anciano, Salustiano Sánchez Blázquez, ya nacido en el siglo XX, era cuatro años más joven que él.